# Porrhodites
Porrhodites — род стафилинид из подсемейства Omaliinae.

## Описание
Второй сегмент усиков в два раза длиннее третьего.

## Систематика
К роду относятся:
- Porrhodites fenestralis (Zetterstedt, 1828)
- Porrhodites inflatus (Hatch, 1957)